# 樹のある村の道
『樹のある村の道』（きのあるむらのみち、独: Dorfstraße unter Bäumen, 英: Village Street under Trees）は、オランダ絵画黄金時代の画家メインデルト・ホッベマが1663年ごろ、キャンバス上に油彩で制作した風景画である。1926年に取得され、現在、ベルリン絵画館に所蔵されている。

## 作品
ヤーコプ・ファン・ロイスダールの弟子であったメインデルト・ホッベマは、師の風景画の持つ緊張感を穏やかな調和に置き換えたことで知られる。本作では、前景から村の道が木々と農家の間を通って、左右に曲がりくねりながら奥へと続いている。ホッベマは、オランダの景色を果てしない広さの平野の中に表現することを望んでいるのではない。むしろ、木のモティーフにより特徴づけられる、親しみやすい、小さな一区画の土地を提示することを目的としている。
木々は、左右対称に3つの部分に分かれて配置されている。画面両端で木々は家々に接し、中央では堂々とした木が一番高く聳えている。力強くリズミカルな線で、木の幹と枝が葉叢 (はむら) を支え、葉の緑色は空の薄青色と地面の茶色っぽい薄灰色の色調に浸されている。

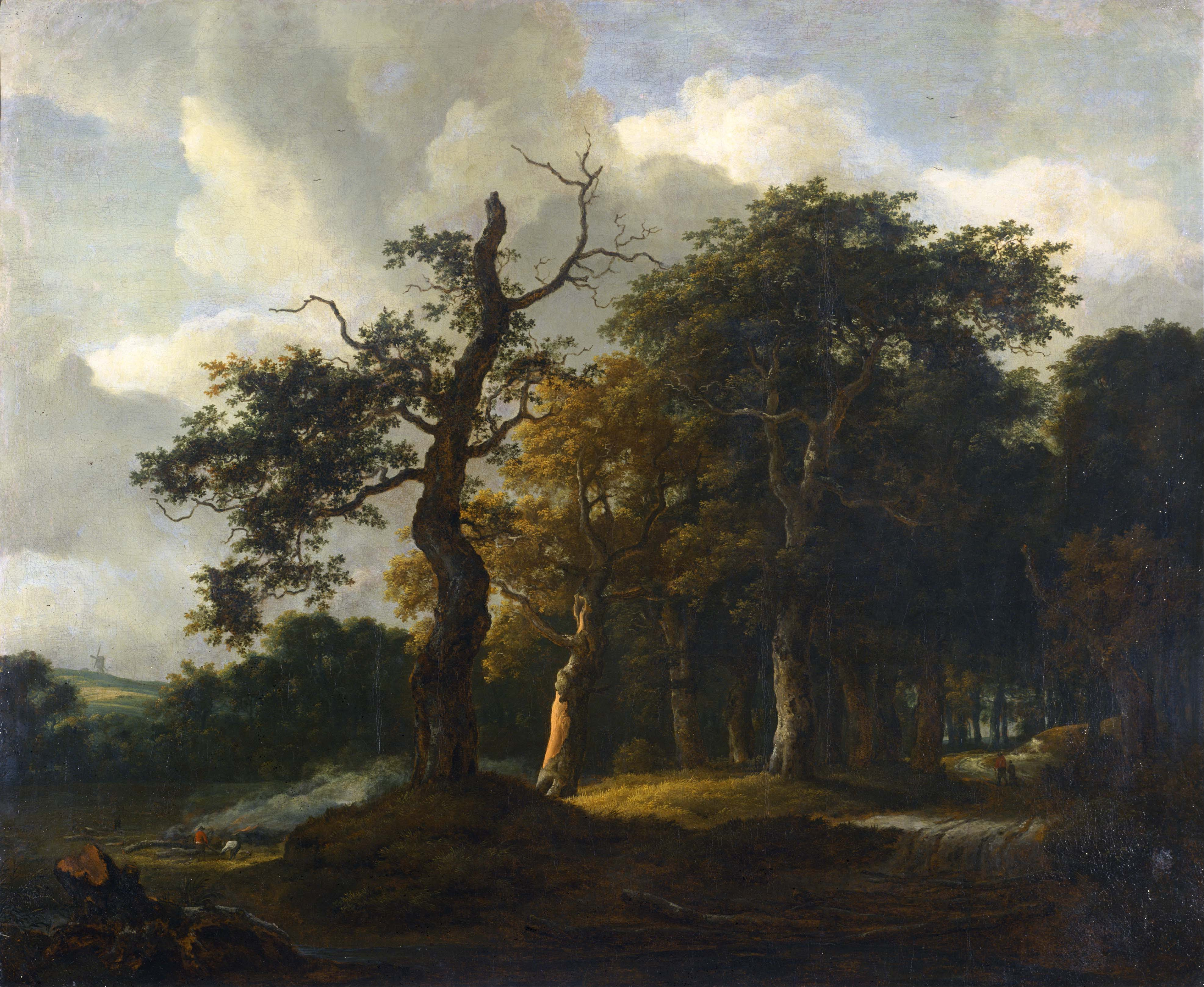
ヤーコプ・ファン・ロイスダール『樫の森の道』 (17世紀)、国立西洋美術館、東京

ホッベマはロイスダール同様、繁茂する緑の葉のある木々を描くことを好んだ。しかし、ロイスダールが森のように密集した木々を描いたのに対し、ホッベマは木々の間に間隔を空け、背後にある景色が見えるようにしている。また、木々はロイスダールのように荒々しい生命力の象徴として表現されているのではなく、その葉叢を伸び伸びと明るい空に広げている。
描かれている景色は、自然、人間、そして人間の労働の調和的共存を示している。ホッベマは平和な情景を表しており、村の道は休日の静けさの中に包まれている。地面の轍は道が使用されていることを示唆しているが、ほんのわずかな人々しか見えない。雲によって生き生きとしたものとなっている平穏な青空の下、人々はのんびりと歩いている。画面では、すべてが穏やかな一体感に包まれている。